# Романьков, Александр Анатольевич
Александр Анатольевич Романьков (бел. Аляксандр Анатольевіч Раманькоў; род. 7 ноября 1953, Корсаков, Сахалинская область) — советский спортсмен, специализировался в фехтовании на рапире, олимпийский чемпион и многократный чемпион мира. Заслуженный мастер спорта СССР (1974). Выступал за «Динамо» (Минск).

## Биография
После переезда в Минск учился в средней школе №46. Пришёл в секцию фехтования в 11 лет в Минске. Всю свою карьеру занимался у одного тренера — Эрнста Асиевского, которого считал своим вторым отцом. В 1970 году на чемпионате мира среди молодёжи занял 12-е место. Большие успехи пришли в 1973 году Романьков выиграл чемпионат страны и отобрался в сборную СССР. В следующем году он выигрывает индивидуальное первенство на чемпионате мира в Гренобле.
В 1976 году выиграл серебро на Олимпийских играх в Монреале. В дополнительном поединке за золото советский фехтовальщик уступил итальянцу Фабио дель Зотто. В 1980 году в Москве стал серебряным призёром в командных соревнованиях и бронзовым в личном первенстве. Победитель Олимпийских игр 1988 года в команде и обладатель «бронзы» в личном первенстве. Александр Романьков чемпион мира 1974, 1977, 1979, 1982 и 1983 в личном зачете и в 1974, 1979, 1981, 1982 и 1989 в команде. Семнадцатикратный чемпион СССР.
В 1985 году был награждён призом Робера Фейерика, вручаемым FIE лучшему фехтовальщику мира, с формулировкой «за интеллект и высокие моральные качества, что способствует распространению популярности фехтования в мире».
В 1992 году работал тренером-консультантом в Южной Корее. Однако на одной из тренировок надорвал ахилл, из-за чего вынужден был пропустить Олимпиаду в Барселоне.
В 1993 году закончил спортивную карьеру. Окончил Белорусский ГИФК, преподаватель физвоспитания. Занимал пост президента белорусской федерации фехтования, старший тренер сборной команды рапиристов Беларуси.

### Семья
Жена — Тамара, мастер спорта СССР международного класса по пулевой стрельбе. Имеет 2 детей — сына Андрея и дочь Елену.

## Государственные награды
Награждён орденами Дружбы народов, «Знак Почёта» и двумя медалями «За трудовую доблесть».